# Wilhelm von Schmidt (General, 1799)
Wilhelm Stephan Friedrich von Schmidt (* 25. Dezember 1799 in Berlin; † 2. Februar 1867 in Görlitz) war ein preußischer Generalleutnant.

## Leben

### Herkunft
Wilhelm war ein Sohn der preußischen Kapitäns der Artillerie Friedrich von Schmidt (1763–1812) und dessen Ehefrau Magdalena Henriette, geborene Kanow (1767–1852). Sein Vater war am 6. Juli 1798 durch König Friedrich Wilhelm III. in den erblichen preußischen Adelsstand erhoben worden. Der preußische General der Infanterie Christoph von Schmidt (1809–1876) war sein jüngerer Bruder.

### Karriere
Nach dem Besuch des Kadettenhauses in Berlin trat Schmidt am 19. April 1817 als Portepeefähnrich in das 34. Infanterie-Regiment der Preußischen Armee in Mainz ein. Mitte Juli 1817 folgte seine Versetzung in das 9. Infanterie-Regiment, wo er Anfang Dezember 1818 zum Sekondeleutnant avancierte. Ab dem 15. April 1828 war Schmidt als Adjutant der 4. Infanterie-Brigade in Bromberg kommandiert und wurde am 20. März 1831 unter Belassung in dieser Stellung als Premierleutnant seinem Regiment aggregiert. Daran schloss sich ab Ende März 1836 eine Verwendung als Kapitän und Adjutant beim Generalkommando des III. Armee-Korps an. Anschließend fungierte Schmidt vom 7. April 1842 bis zum 30. März 1846 als Kompaniechef im 12. Infanterie-Regiments und kam dann mit der Beförderung zum Major in das 20. Infanterie-Regiment. Gleichzeitig war er Kommandeur des 3. kombinierten Reserve-Bataillons in Küstrin. Anfang Mai 1848 wurde Schmidt zum Kommandeur des II. Bataillons ernannt und am 20. Dezember 1849 mit Pension zur Disposition gestellt.
Am 13. Juni 1850 trat Schmidt erneut in die Armee ein und wurde wieder in seinem alten Regiment angestellt. Unter Stellung à la suite ernannte man ihn am 22. Juli 1852 zum Kommandanten der Festung Jülich. Nachdem er in dieser Stellung am Mitte März 1853 zum Oberstleutnant avancierte, wurde Schmidt am 23. Mai 1854 zum Kommandeur des 29. Infanterie-Regiments ernannt und am 13. Juli 1854 zum Oberst befördert. Er kam dann am 14. Mai 1857 als Kommandeur der 10. Infanterie-Brigade nach Frankfurt (Oder), wurde am 22. Mai 1858 Generalmajor und am 13. März 1861 beauftragte man Schmidt zunächst mit der Führung der 7. Division in Magdeburg. Am 24. Juli 1861 folgte seine Ernennung zum Divisionskommandeur sowie am 18. Oktober 1861 die Beförderung zum Generalleutnant. Er übernahm dann am 15. April 1862 die 9. Division in Glogau und wurde am 17. Mai 1866 unter Versetzung zu den Offizieren von der Armee für die Dauer der Mobilmachung anlässlich des Krieges gegen Österreich mit der Führung des II. Armee-Korps beauftragt. Schmidt führte sein Korps in den Schlachten bei Gitschin sowie Königgrätz und wurde für sein Wirken mit dem Roten Adlerorden I. Klasse mit Eichenlaub und Schwertern am Ringe ausgezeichnet.
Mit dem Friedensschluss nahm Schmidt einen Urlaub zur Wiederherstellung seiner Gesundheit und trat am 17. September 1866 in seine alte Stellung als Kommandeur der 9. Division zurück. Er verstarb am 2. Februar 1867.

### Familie
Schmidt hatte sich am 9. Juni 1836 in Stettin mit Adelheid von der Schleuse (1816–1849), Tochter des Generalmajors Ludwig von der Schleuse (1782–1845) verheiratet. Aus der Ehe gingen der spätere preußische Generalmajor Paul von Schmidt (1837–1905) sowie die Tochter Marie (* 1844) hervor.